# Heisa
Heisa (tiếng Ả Rập: الحيصة, đã Latinh hoá: al-Haisāh) hoặc (tiếng tiếng Thổ Nhĩ Kỳ: Heyte, tiếng Ả Rập: هيتا, đã Latinh hoá: Haita) là một ngôi làng Syria nằm ở Sinjar Nahiyah ở quận Maarrat al-Nu'man, Idlib. Theo Cục Thống kê Trung ương Syria (CBS), Heisa có dân số 272 người trong cuộc điều tra dân số năm 2004.